# Vandenberg AFB Space Launch Complex 6

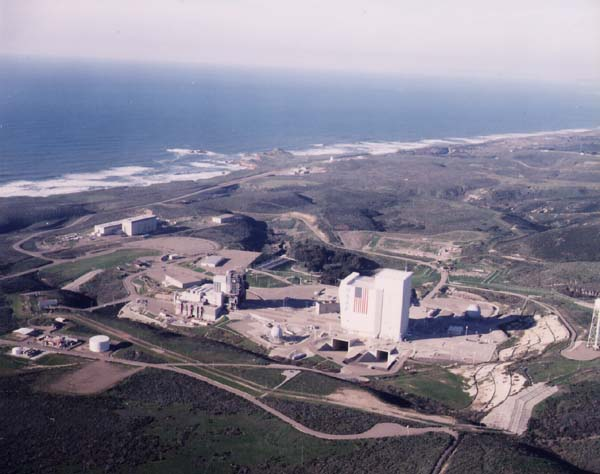
Flygfoto över SLC-6 från 2006.

Vandenberg AFB Space Launch Complex 6(SLC-6,smeknamn "Slick Six") är en raketuppskjutningsplats på Vandenberg Air Force Base in Kalifornien. Platsen utvecklades ursprungligen för Titan III och MOL-programmet, som avbröts innan byggandet av SLC-6 var klart. Komplexet byggdes senare om för att sända upp rymdfärjan från USA västkusten, men återigen gick plattan oanvända på grund av budgeten, säkerhet och politiska överväganden. Plattan användes därefter för flera Athena uppskjutningar innan modifieras för att stödja Delta IV bärraket familj, som har använt plattan sedan 2006.

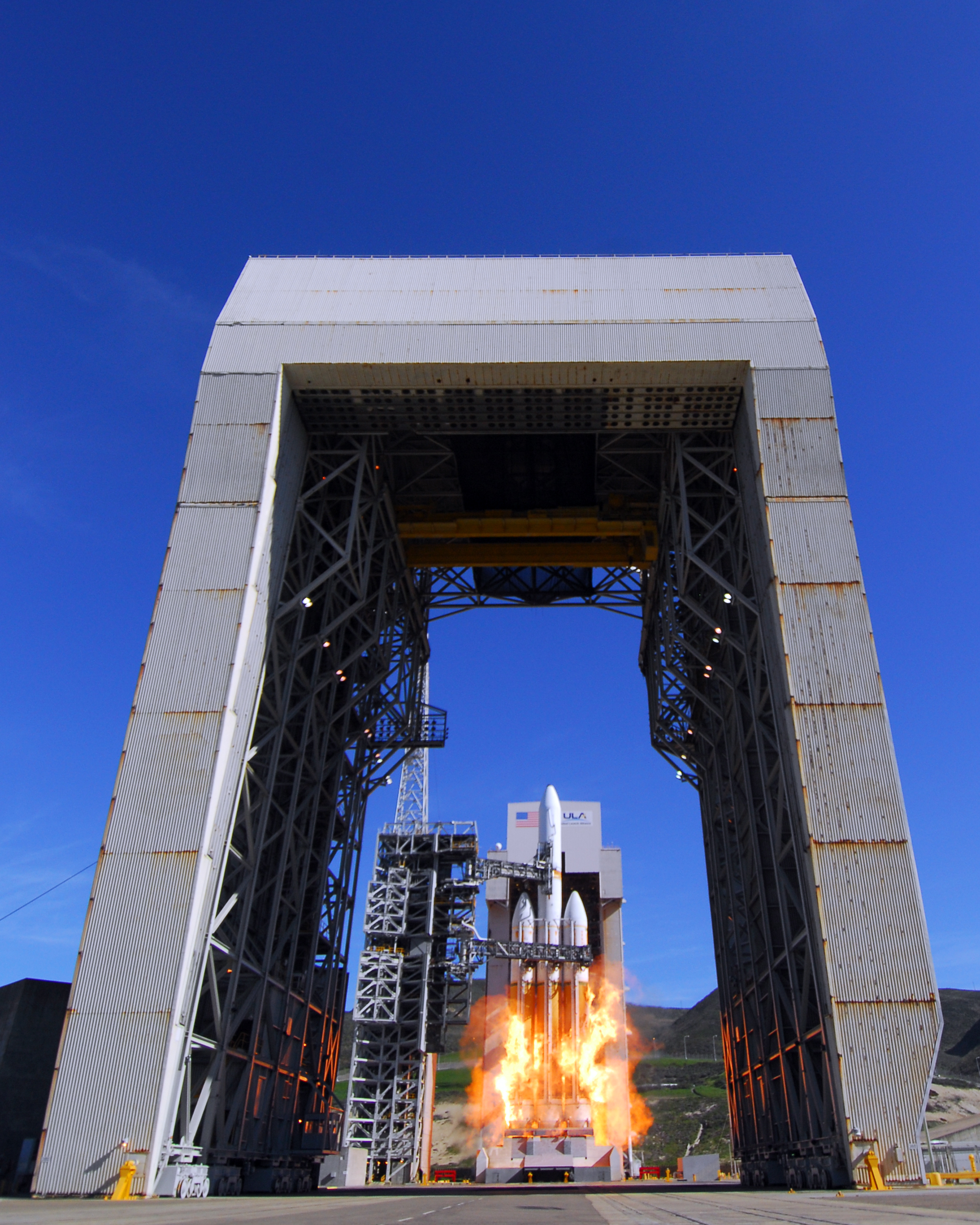
Första Delta IV Heavy uppskjutningar från SLC-6 med USA-224